# وزارة تكنولوجيا المعلومات والاتصال (تونس)
وزارة تكنولوجيا المعلومات والاتصال هي وزارة تونسية تهتم بقطاعات تكنولوجيا المعلومات والاتصالات والاقتصاد الرقمي.

تأسست لأول مرة في 11 يونيو 1888 تحت اسم الديوان التونسي للبريد والبرق، ثم أصبحت وزارة البريد والبرق والهاتف ثم وزارة المواصلات، قبل أن تستقر على اسمها الحالي.

في حكومة إلياس الفخفاخ، اسمها الرسمي هو وزارة تكنولوجيات الاتصال والتحول الرقمي.

## التاريخ

### قبل الاستقلال
في 11 يونيو 1888، أنشأ بمقتضى أمر علي من علي باي الثالث الديوان التونسي للبريد والبرق، وكان ذلك عدة سنوات بعد انتصاب الحماية الفرنسية في تونس. حددت مهامه في الفصل الأول:
الديوان التونسي للبريد والبرق هو أحد الوزارات التونسية الأربع (التربية، المالية، التجهيز) التي بقي يديرها مسؤولن فرنسيون قبل الاستقلال الداخلي للبلاد في 1955. حاملوا هذه المناصب يعينهم المقيم العام الفرنسي، وهم موظفون ساميون يعينون لكفاءتهم وليس لديهم أي انتماء حزبي. يشاركون في مجلس الوزراء إلى جانب الوزراء التونسيين.

### بعد الاستقلال
بعد الاستقلال، تم إنشاء وزارة البريد والبرق والهاتف في 1955، وكان أول من ترأسها محمود الخياري. في 12 يونيو 1970، أصبحت تسمى وزارة المواصلات ودمجت مع وزارة الأشغال العمومية، وعين فيها كاتب دولة. بين 1971 و1973، أرجعت كوزارة للبريد والبرق والهاتف وحدها. بين 1973 و1985، تم دمجها وأصبحت وزارة النقل والمواصلات. قبل أن يعاد فصلها واقتصرت على المواصلات، وبقيت تحمل هذا الاسم حتى 2001، تاريخ تغيير اسمها إلى وزارة تكنولوجيا المعلومات والاتصال.

في 17 نوفمبر 1999، تم إنشاء منصب كاتب دولة لدى الوزير الأول مكلف بالإعلامية. في 23 يناير 2001، أصبحث كتابة الدولة للإعلامية تابعة لوزارة تكنولوجيا المعلومات والاتصال.

في 2002، دمجت مرة ثانية مع وزارة النقل لمدة سنتين حتى 2004، ورجعت إثرها لاسم وزارة تكنولوجيا المعلومات والاتصال. بين 2014 و2015، دمجت مع وزارة التعليم العالي والبحث العلمي. في 6 فبراير 2015، فصلت وحدها، وأصبحت تسمى وزارة تكنولوجيات الاتصال والاقتصاد الرقمي. ومنذ 27 فبراير 2020، أصبح اسمها وزارة تكنولوجيات الاتصال والتحول الرقمي.

## المهمات والمشمولات
تتولى وزارة تكنولوجيات الاتصال والاقتصاد الرقمي:
- اقتراح السياسة العامة في مجال تكنولوجيا المعلومات والاتصال والسهر على تنفيذها بهدف مزيد دعم دور القطاع في التنمية الاقتصادية والاجتماعية (رصد التطورات، إعداد الخطط بهدف تأمين اليقظة التكنولوجية، تأمين سلامة المنظومات والشبكات والمعلومات والفضاء السيبراني).
- وضع البرامج والإجراءات الرامية إلى تنمية القطاع ودعمه (توفير المحيط وتحفيز الاستثمار، إعداد واقتراح مشاريع النصوص القانونية المنظمة للقطاع، تطوير البنية التحتية المعلوماتية والاتصالية، تعزيز اعتماد التكنولوجيا الرقمية واستخدامها).
- تطوير برامج التعاون الدولي ودعم العلاقات مع الهيئات الدولية والإقليمية.

## التنظيم
تتمثل هيكلة الوزارة في الشكل التالي:
- الديوان
- اللجان
- التفقدية العامة لتكنولوجيات المعلومات والاتصالات (سابقا للمواصلات)
- الإدارات العامة (تكنولوجيا المعلومات، تقنيات الاتصالات، الاقتصاد الرقمي والاستثمار والإحصاء، المنشاءات والمؤسسات العامة، المصالح المشتركة)
- الوحدات حسب الأهداف (وحدة القمة العالمية لمجتمع المعلومات، وحدة تونس الذكية، وحدة التصرف في الميزانية حسب الأهداف)

## المؤسسات تحت الإشراف
- الوكالة التونسية للأنترنات
- اتصالات تونس
- الديوان الوطني للإرسال الإذاعي والتلفزي
- المركز الوطني للإعلامية
- المعهد الأعلى للدراسات التكنولوجية في المواصلات بتونس
- المدرسة العليا للمواصلات بتونس
- الوكالة التونسية للترددات
- الوكالة الوطنية للسلامة المعلوماتية
- الوكالة الوطنية للمصادقة الإلكترونية
- قطب الغزالة لتكنولوجيات الاتصال
- مركز الإعلام والتكوين والتوثيق والدراسات في تكنولوجيا المواصلات
- مركز الدراسات والبحوث للإتصالات

## القائمة

### الوزراء
قبل الاستقلال
المدراء العامون للديوان التونسي للبريد والبرق:
- 1888 - 1899: فيكتور ماري شيلو (Victor-Marie Cheylus)
- 1899 - 1901: ديزيريه إيميل جاك (Désiré-Émile Jacques)
- 1901 - 1908: إيميل مازوييه (Émile Mazoyer)
- 1908 - 1924: إيميه إوجان باربارا (Aimé-Eugène Barbarat)
- 1924 - 1935: جول دوبون (Jules Dupont)
- 1935 - 1941: جان باتيست دورون (Jean-Baptiste Durand)
- 1941 - 1953: جان داز (Jean Dèzes)
- 1953 - 1955: أندريه بلانشار (André Blanchard)

بعد الاستقلال
| الوزير                             | الوزير                                                    | الحزب                       | الحزب                                               | الحكومة                                                                       | تواريخ العهدة               | تواريخ العهدة               |
| وزارة البريد والبرق والهاتف        | وزارة البريد والبرق والهاتف                               | وزارة البريد والبرق والهاتف | وزارة البريد والبرق والهاتف                         | وزارة البريد والبرق والهاتف                                                   | وزارة البريد والبرق والهاتف | وزارة البريد والبرق والهاتف |
| ---------------------------------- | --------------------------------------------------------- | --------------------------- | --------------------------------------------------- | ----------------------------------------------------------------------------- | --------------------------- | --------------------------- |
|                                    | محمود الخياري                                             |                             | الحزب الحر الدستوري الجديد                          | حكومة الحبيب بورقيبة الأولى                                                   | 15 أبريل 1956               | 29 يوليو 1957               |
|                                    | الرشيد إدريس                                              |                             | الحزب الحر الدستوري الجديد الحزب الاشتراكي الدستوري | حكومة الحبيب بورقيبة الثانية                                                  | 29 يوليو 1957               | 12 نوفمبر 1964              |
|                                    | عبد الله فرحات                                            |                             | الحزب الاشتراكي الدستوري                            | حكومة الحبيب بورقيبة الثانية                                                  | 12 نوفمبر 1964              | 8 سبتمبر 1969               |
|                                    | منصور معلى                                                |                             | الحزب الاشتراكي الدستوري                            | حكومة الحبيب بورقيبة الثانية حكومة الباهي الأدغم                              | 8 سبتمبر 1969               | 12 يونيو 1970               |
|                                    | التيجاني الشلي (وزير الأشغال العمومية والمواصلات)         |                             | الحزب الاشتراكي الدستوري                            | حكومة الباهي الأدغم                                                           | 12 يونيو 1970               | 6 نوفمبر 1970               |
|                                    | الحبيب بن الشيخ                                           |                             | الحزب الاشتراكي الدستوري                            | حكومة الهادي نويرة                                                            | 29 أكتوبر 1971              | 30 نوفمبر 1973              |
| وزارة المواصلات                    |                                                           |                             |                                                     |                                                                               |                             |                             |
|                                    | الأسعد بن عصمان (وزير النقل والمواصلات)                   |                             | الحزب الاشتراكي الدستوري                            | حكومة الهادي نويرة                                                            | 30 نوفمبر 1973              | 25 سبتمبر 1974              |
|                                    | عبد الله فرحات (وزير النقل والمواصلات)                    |                             | الحزب الاشتراكي الدستوري                            | حكومة الهادي نويرة                                                            | 25 سبتمبر 1974              | 31 مايو 1976                |
|                                    | عبد الحميد ساسي (وزير النقل والمواصلات)                   |                             | الحزب الاشتراكي الدستوري                            | حكومة الهادي نويرة                                                            | 31 مايو 1976                | 7 نوفمبر 1979               |
|                                    | حسان بلخوجة (وزير النقل والمواصلات)                       |                             | الحزب الاشتراكي الدستوري                            | حكومة الهادي نويرة                                                            | 7 نوفمبر 1979               | 15 أبريل 1980               |
|                                    | الصادق بن جمعة (وزير النقل والمواصلات)                    |                             | الحزب الاشتراكي الدستوري                            | حكومة الهادي نويرة حكومة محمد مزالي                                           | 15 أبريل 1980               | 25 نوفمبر 1983              |
|                                    | إبراهيم خواجة (وزير النقل والمواصلات)                     |                             | الحزب الاشتراكي الدستوري                            | حكومة محمد مزالي                                                              | 25 نوفمبر 1983              | 23 أكتوبر 1985              |
|                                    | إبراهيم خواجة                                             |                             | الحزب الاشتراكي الدستوري التجمع الدستوري الديمقراطي | حكومة محمد مزالي حكومة رشيد صفر حكومة زين العابدين بن علي حكومة الهادي البكوش | 23 أكتوبر 1985              | 11 أبريل 1989               |
|                                    | الصادق رابح                                               |                             | التجمع الدستوري الديمقراطي                          | حكومة الهادي البكوش حكومة حامد القروي                                         | 11 أبريل 1989               | 20 فبراير 1991              |
|                                    | الحبيب الأزرق                                             |                             | التجمع الدستوري الديمقراطي                          | حكومة حامد القروي                                                             | 20 فبراير 1991              | 25 يناير 1995               |
|                                    | الحبيب عمار                                               |                             | التجمع الدستوري الديمقراطي                          | حكومة حامد القروي                                                             | 25 يناير 1995               | 22 يناير 1997               |
|                                    | أحمد فريعة                                                |                             | التجمع الدستوري الديمقراطي                          | حكومة حامد القروي حكومة محمد الغنوشي الأولى                                   | 22 يناير 1997               | 23 يناير 2001               |
| وزارة تكنولوجيا المعلومات والاتصال |                                                           |                             |                                                     |                                                                               |                             |                             |
|                                    | أحمد فريعة                                                |                             | التجمع الدستوري الديمقراطي                          | حكومة محمد الغنوشي الأولى                                                     | 23 يناير 2001               | 5 سبتمبر 2002               |
|                                    | الصادق رابح (وزير النقل وتكنولوجيا الاتصال)               |                             | التجمع الدستوري الديمقراطي                          | حكومة محمد الغنوشي الأولى                                                     | 5 سبتمبر 2002               | 10 نوفمبر 2004              |
|                                    | منتصر وايلي                                               |                             | التجمع الدستوري الديمقراطي                          | حكومة محمد الغنوشي الأولى                                                     | 10 نوفمبر 2004              | 3 سبتمبر 2007               |
|                                    | الحاج قلاعي                                               |                             | التجمع الدستوري الديمقراطي                          | حكومة محمد الغنوشي الأولى                                                     | 3 سبتمبر 2007               | 14 يناير 2010               |
|                                    | محمد ناصر عمار                                            |                             | التجمع الدستوري الديمقراطي                          | حكومة محمد الغنوشي الأولى حكومة محمد الغنوشي الثانية                          | 14 يناير 2010               | 27 يناير 2011               |
|                                    | منجي مرزوق                                                |                             | مستقل                                               | حكومة حمادي الجبالي حكومة علي العريض                                          | 24 ديسمبر 2011              | 29 يناير 2014               |
|                                    | توفيق الجلاصي                                             |                             | مستقل                                               | حكومة مهدي جمعة                                                               | 29 يناير 2014               | 6 فبراير 2015               |
|                                    | نعمان الفهري                                              |                             | آفاق تونس                                           | حكومة الحبيب الصيد                                                            | 6 فبراير 2015               | 27 أغسطس 2016               |
|                                    | أنور معروف (وزير تكنولوجيات الاتصال والاقتصاد الرقمي)     |                             | حركة النهضة                                         | حكومة يوسف الشاهد                                                             | 27 أغسطس 2016               | 27 فبراير 2020              |
|                                    | محمد الفاضل كريم (وزير تكنولوجيات الاتصال والتحول الرقمي) |                             | مستقل                                               | حكومة إلياس الفخفاخ                                                           | 27 فبراير 2020              | 2 أوت 2021                  |
|                                    | نزار بن ناجي                                              |                             | مستقل                                               | حكومة نجلاء بودن                                                              | 2 أوت 2021                  | الآن                        |

### كتاب الدولة
- 17 يونيو - 6 نوفمبر 1970: الحبيب بن الشيخ (لدى وزير الأشغال العمومية والمواصلات مكلف بالبريد والبرق والهاتف)
- 6 نوفمبر 1970 - 29 أكتوبر 1971: الحبيب بن الشيخ
- 27 ديسمبر 1977 - 7 نوفمبر 1979: العربي ملاخ
- 7 نوفمبر 1979 - 25 نوفمبر 1983: إبراهيم خواجة (مكلف بالبريد والبرق والهاتف)
- 23 يناير 2001 - 10 نوفمبر 2004: أحمد محجوب (مكلف بالإعلامية)
- 10 نوفمبر 2004 - 2 يناير 2008: خديجة الغرياني (مكلفة بالإعلامية والأنترنت والبرمجيات الحرة)
- 2 يناير 2008 - 17 يناير 2011: لمياء الشافعي الصغير (مكلفة بالإعلامية والأنترنت والبرمجيات الحرة)
- 17 يناير - 7 مارس 2011: سامي الزاوي (لدى وزير الصناعة والتكنولوجيا مكلف بتكنولوجيات الاتصال)
- 7 مارس - 24 ديسمبر 2011: عادل قعلول (لدى وزير الصناعة والتكنولوجيا مكلف بتكنولوجيات الاتصال)
- 27 أغسطس 2016 - الآن: حبيب الدبابي (مكلف بالاقتصاد الرقمي)

## روابط خارجية
- الموقع الرسمي.